# Slobodan Medojević
Slobodan Medojević (em sérvio: Слободан Медојевић; Novi Sad, 20 de outubro de 1990) é um futebolista profissional sérvio que atua como meia. Atualmente, joga no Vojvodina.

## Carreira
Slobodan foi revelado pelo Vojvodina em 2007. Em 2012, ele foi vendido ao Wolfsburg por dois milhões de euros. Dois anos depois, Slobodan foi vendido ao Eintracht Frankfurt por um milhão e meio de euros.

## Títulos
Vojvodina
- Superliga Sérvia: 2008–09 (Vice-campeão)
- Copa da Sérvia: 2009–10 (Vice-campeão), 2010–11 (Vice-campeão)

Eintracht Frankfurt
- Copa da Alemanha: 2016–17 (Vice-campeão)

AEL Limassol
- Copa do Chipre: 2022–23 (Vice-campeão)
- Supercopa do Chipre: 2019–20 (Vice-campeão)